# FK Khazar Lankaran
Maillots
Le Futbol Klubu Khazar Lankaran (en azéri : Xəzər Lənkəran Futbol Klubu), plus couramment abrégé en FK Khazar Lankaran, est un ancien club azerbaïdjanais de football fondé en 1975 et disparu en 2016, et basé dans la ville de Lankaran.
Le club évoluait dans le championnat d'Azerbaïdjan.
Le club est souvent appelé par les médias du pays le Chelsea du Caucase, en référence à son gros budget financier,.

## Histoire
Le club est fondé en 1975, à l'époque où le pays faisait partie de l'URSS. 
Le club remporte le championnat une fois, et trois fois la coupe nationale. Il participe à trois coupes d'Europe, sans jamais arriver à passer un tour.

## Palmarès
| \| - Championnat d'Azerbaïdjan (1) : - Champion : 2006-07. - Vice-champion : 2004-05, 2010-11 et 2011-12 - Coupe d'Azerbaïdjan (3) : - Vainqueur : 2006-07, 2007-08 et 2010-11 - Finaliste : 1993-94, 2009-10 et 2012-13 \| \| - Supercoupe d'Azerbaïdjan (1) : - Vainqueur : 2013. - Coupe de la CEI (1) : - Vainqueur : 2008. \| |  |                                                                                                  |
| - Championnat d'Azerbaïdjan (1) : - Champion : 2006-07. - Vice-champion : 2004-05, 2010-11 et 2011-12 - Coupe d'Azerbaïdjan (3) : - Vainqueur : 2006-07, 2007-08 et 2010-11 - Finaliste : 1993-94, 2009-10 et 2012-13 |  | - Supercoupe d'Azerbaïdjan (1) : - Vainqueur : 2013. - Coupe de la CEI (1) : - Vainqueur : 2008. |

## Personnalités du club

### Entraîneurs
- Nazim Suleymanov (2004)
- Rasim Kara (2004-05)
- Nazim Suleymanov (2005)
- Şenol Fidan (2005)
- Victor Pasulko (2006)
- Agaselim Mirjavadov (2006-2008)
- Rasim Kara (2008 - 2009)
- Igor Ponomarev (2009 - 2009 )
- Agaselim Mirjavadov (2009 - 2010)
- Mircea Rednic (2010-2011)
- ? : (2011-2013)
- John Toshack (2013- )

### Anciens joueurs
| Albanie - Elvin Beqiri Azerbaïdjan - Kamran Agayev Brésil - Beto - Éder Bonfim - Juninho Petrolina - Ricardo | Bulgarie - Ivan Cvetkov Honduras - Allan Lalín Nigeria - Emeka Opara Portugal - António Semedo | Turquie - Oktay Derelioğlu Serbie - Milorad Korać Côte d’Ivoire - Yacouba Bamba |

## Rivalité et supporters

### Rivalité
Il a toujours existé une forte rivalité entre les deux plus gros clubs du pays en championnat. En Azerbaïdjan, le match entre le FK Khazar Lankaran et le FK Neftchi Bakou est appelé le derby azerbaïdjanais,,. Le match est réputé pour être très violent et d'une grande animosité. En effet, le match oppose les deux régions du pays, à savoir Neftchi et Khazar Lankaran qui représentent respectivement le nord et le sud du pays,,.

### Supporters

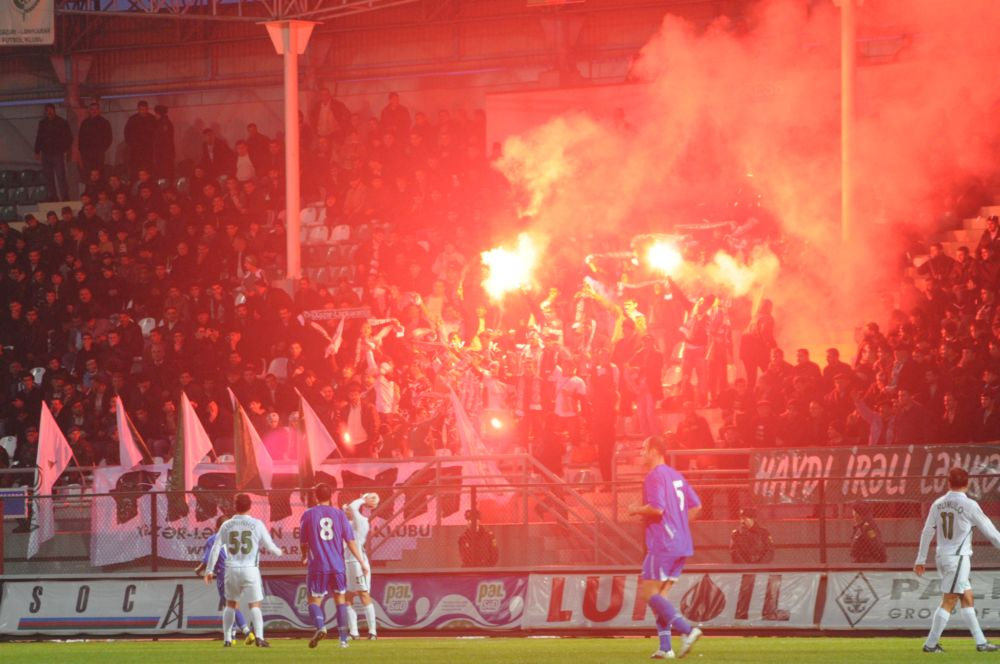
Fans du Khazar Lankaran

Le FK Khazar Lankaran est le club comptant le plus de supporters à travers le pays avec l'autre club rival du FK Neftchi Bakou. Il existe de nombreux groupes de supporters du club, dont les plus connus sont les Fırtına (Tempête),.